# 4. Panzergrenadierbrigade (Bundesheer)
Die 4. Panzergrenadierbrigade (4. PzGrenBrig) ist die mechanisierte Brigade des Österreichischen Bundesheeres und besitzt mehrere Bataillone verschiedener Waffengattungen. Ihr Kommando ist in der Kaserne Hörsching, am Fliegerhorst Vogler, stationiert. Die Brigade ist mit Leopard-2-Kampfpanzern und Ulan-Schützenpanzern ausgerüstet.
Die 4. Panzergrenadierbrigade bildet seit der Bundesheerreform 2016 die Schwere Brigade des Bundesheeres, in der alle mechanisierten Kräfte zusammengefasst sind. Der Verband ist vorgesehen für robuste Einsätze im In- und Ausland und entscheidend für den Fähigkeitserhalt in der konventionellen militärischen Landesverteidigung.

## Geschichte

### 1956–1973
Das Kommando der 4. Brigade wurde als Heereskörper der Gruppe III am 1. August 1956 in Hörsching gebildet. 1962 erfolgte die Umbenennung in 4. Jägerbrigade und am 1. April 1964 schlug durch die Umrüstung und Umbenennung in 4. Panzergrenadierbrigade die Geburtsstunde der „Vierten“. Die Brigade setzte sich aus Panzerstabsbataillon 4, Panzerartillerieabteilung 4, Panzerbataillon 14, Panzergrenadierbataillon 13 und Panzergrenadierbataillon 15 (Ausb) zusammen. 1968 verlegte das Kommando ihren Sitz von Hörsching nach Ebelsberg. Die erste Bewährungsprobe, hervorgerufen durch den Einmarsch der WAPA-Staaten in die damalige CSSR bestand die 4. PzGrenBrig souverän und überzeugte durch Einsatzbereitschaft und Einsatzwillen.

### 1974–1997
1974 wurden die Verbände der 4. PzGrenBrig zu Bereitschaftstruppenkörpern erklärt. 1975 erfolgte die Unterstellung der Brigade unter das neugebildete Kommando der 1. Panzergrenadierdivision und wurde dadurch neu gegliedert. Die neugegliederte Brigade wurde aus Panzerstabsbataillon 4, Panzerbataillon 4, Panzergrenadierbataillon 13 und Jagdpanzerbataillon 7 gebildet.
1983–1984 Aufstellung des Panzerartilleriebataillon 4 in Gratkorn und anschließende Unterstellung 4. PzGrenBrig. Für die Brigade als einer der ersten Verbände begann 1990 der Assistenzeinsatz an der Staatsgrenze im Burgenland. Im Sommer 1991 nahmen Teile der „Vierten“ am Sicherungseinsatz an der österreichisch-jugoslawischen Grenze in der Steiermark teil und leisteten damit einen Beitrag zur allgemeinen Beruhigung der österreichischen Zivilbevölkerung. Im Zuge der Umgliederung 1991 wurde die 4. PzGrenBrig dem Korpskommando III unterstellt.

### 1998–2004
Durch die Aufnahme der ersten Frauen in das Bundesheer wurde die Brigade 1998 erneut ihrer Rolle als Vorreiter gerecht.
Ebenfalls 1998 erfolgte die Auflösung des Panzerartilleriebataillons 4, dafür wurden das Panzerbataillon 10 und das Panzerartilleriebataillon 9 unterstellt, dadurch wurde die 4.PzGrenBrig der panzerstärkste Verband des Bundesheeres. Bei der PfP-Großübung Strong Resolve 02 im Frühjahr in Polen bildete die 4. PzGrenBrig als erster österreichischer Verband den Kern einer multinationalen Brigade. Mit der Neubildung des Kommandos der Landstreitkräfte im Jahr 2002 und der dadurch bedingten Umgliederung setzt sich die Brigade aus Panzerstabsbataillon 4, Panzerbataillon 10, Panzerbataillon 14, Aufklärungsbataillon 1, Aufklärungsbataillon 2, Panzergrenadierbataillon 13 und dem Panzerartilleriebataillon 9 zusammen.

### 2005–2015
Im Zuge der Zwischengliederung am 1. Oktober 2005 bestand die Brigade aus dem Panzerstabsbataillon 4, dem Panzerbataillon 14, dem Jägerbataillon 12 (Amstetten), dem Jägerbataillon 15 (Kirchdorf), dem Panzergrenadierbataillon 9 (Horn), dem Panzergrenadierbataillon 13 und dem Panzerartilleriebataillon 3 (Allentsteig). Ende 2007 wurde das Jägerbataillon 15 stillgelegt. Von Mai bis November 2008 führte die „Vierte“ die Multinational Task Force South, bestehend aus Einheiten von fünf Nationen im Kosovo. Am 1. Oktober 2013 wurde das Brigadekommando nach 45 Jahren von Ebelsberg wieder nach Hörsching verlegt.

### 2016–dato
Mit der Reform LV21.1 erhielt die 4. Panzergrenadierbrigade den Zusatz „Die Schwere“. Um dieses Alleinstellungsmerkmal zu unterstreichen, wurden der Brigade das Panzergrenadierbataillon 35 (Großmittel) mit 1. Oktober 2016 unterstellt und gleichzeitig das Jägerbataillon 12 (Amstetten) an das Militärkommando NÖ abgegeben.

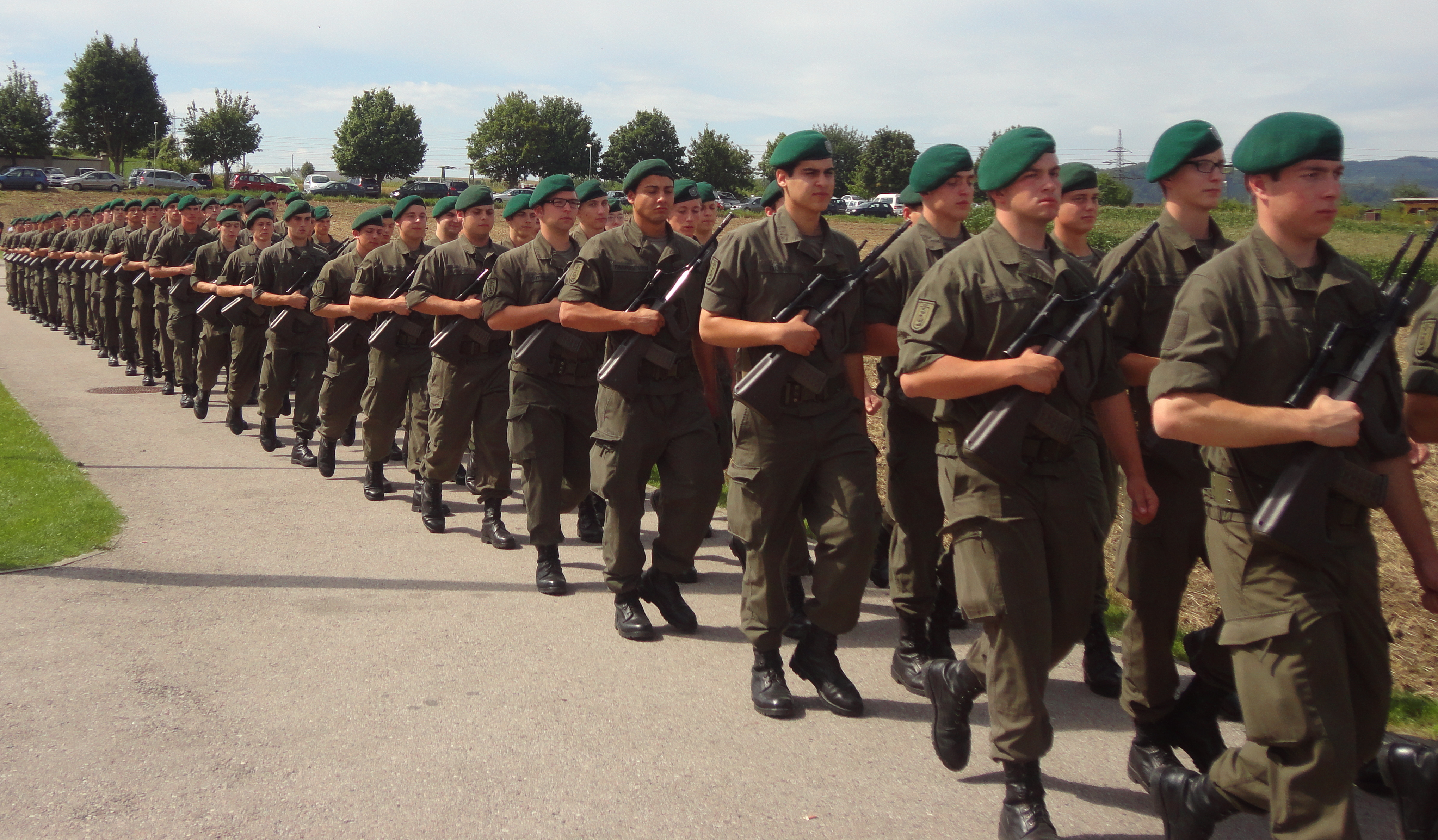
Rekruten des Jägerbataillons 12
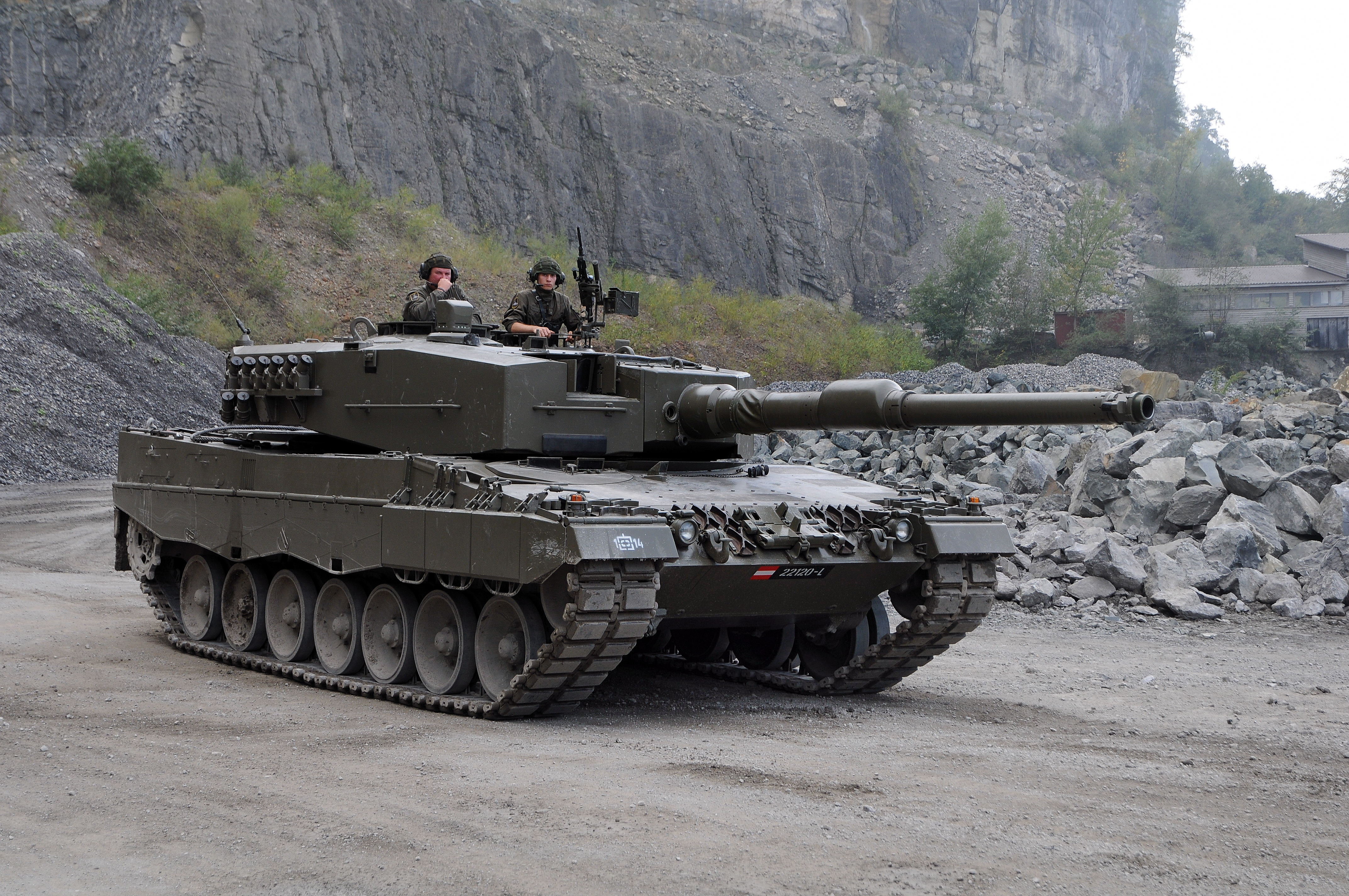
Kampfpanzer Leopard 2A4 (Panzerbataillon 14)
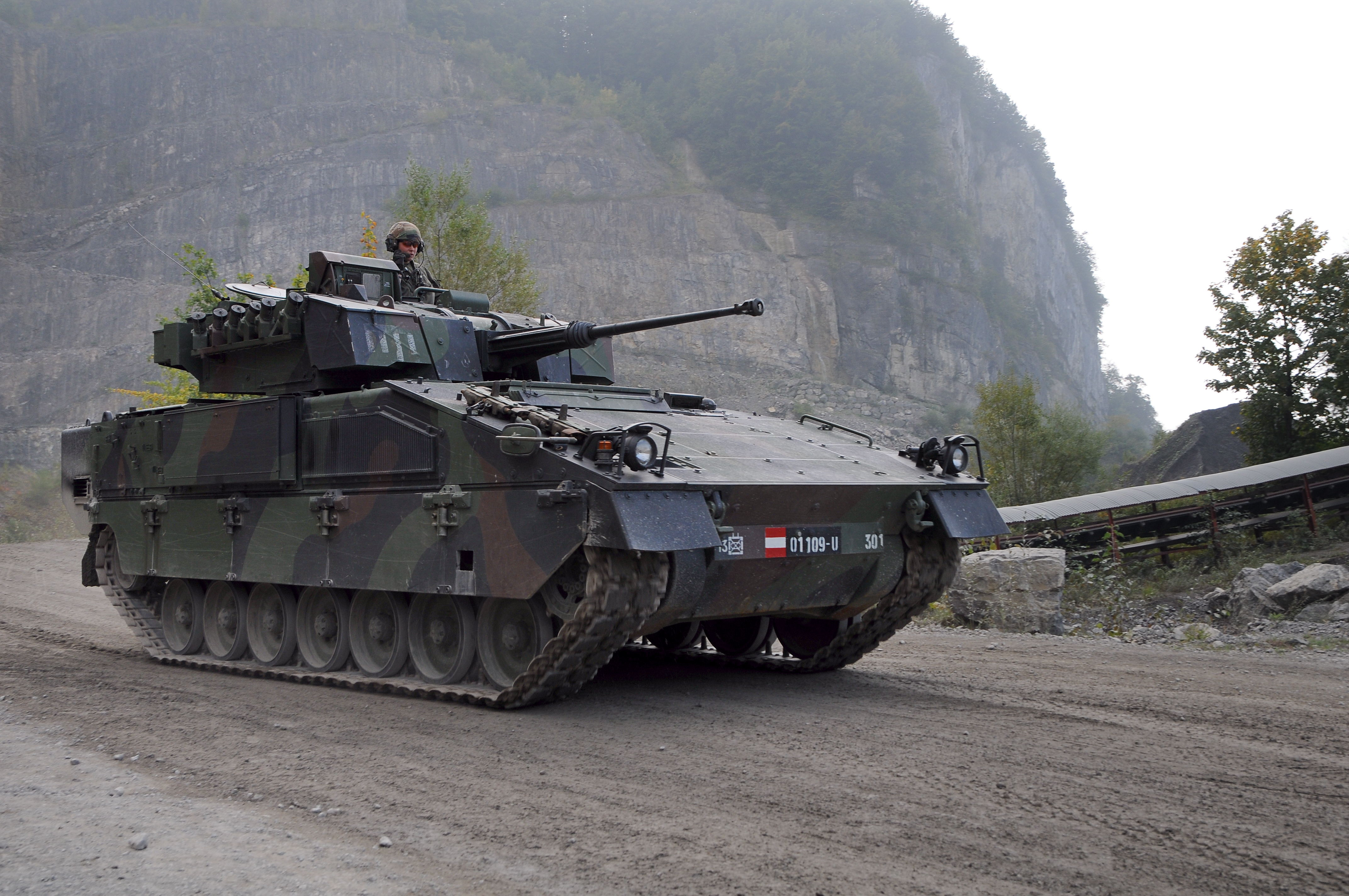
Schützenpanzer Ulan (Panzergrenadierbataillon 13)

## Unterstellte Verbände
- Aufklärungs- und Artilleriebataillon 4 (Allentsteig, Horn)

Das Aufklärungs- und Artilleriebataillon 4 stellt die Aufklärungskomponenente der Brigade dar. Seine Soldaten sind im Einsatz in vorderster Linie aktiv und tasten ab, wie weit gegnerische Kräfte bereits vorgerückt sind. Weiters sorgen sie mit ihren M-109A5Ö-Panzerhaubitzen für die Steilfeuerunterstützung der Brigade. Nach der Berechnung der Zielkoordinaten können die Artilleristen innerhalb kürzester Zeit aus vielen Kilometern Entfernung punktgenau Ziele treffen oder ganze Gebiete ausleuchten.
- Panzerbataillon 14 (Wels)

Das Panzerbataillon 14 ist der mobile, feuerkräftige und gepanzerte harte Kern der Schweren Brigade. Durch seine „Leopard“ 2A4 Kampfpanzer verfügt es über zwei Stärken: Beweglichkeit und Feuerkraft. Vor allem in flachen und hügeligen Gebieten kommen diese Vorteile voll zum Tragen.
- Panzergrenadierbataillone 13 bzw. 35 (Ried bzw. Großmittel)

Die Panzergrenadierbataillone 13 und 35 sind durch ihre Mischung aus Soldaten und Kampfschützenpanzern besonders flexibel. Ihre außerordentliche Stärke besteht im Wechsel zwischen dem Kampf vom Schützenpanzer und dem Ausschwärmen der Truppen ins Gelände.
- Panzerstabsbataillon 4 (Hörsching, Freistadt, Wels)

Das Panzerstabsbataillon 4 unterstützt die Schwere Brigade bei allen Aufgaben: Die Führungsunterstützungskompanie stellt die Verbindungen (Funk, Telefon etc.) sicher. Die Werkstattkompanie und die Nachschub- und Transportkompanie sind für die Instandsetzung von Fahrzeugen und Geräten verantwortlich und versorgen die Brigade außerdem mit Munition, Betriebsmitteln (Treibstoff etc.) und Feldzeuggütern. Die Soldaten der ABC-Abwehrkompanie sind Spezialisten für atomare, biologische und chemische Bedrohungen, und durch die Lehrkompanie werden Unteroffiziers- und Offiziersanwärter aus dem gesamten Bundesgebiet ausgebildet. Für die Eigenversorgung des Bataillons steht die Stabskompanie zur Verfügung.